# Визажист
Визажист (от фр. visage — «лицо, облик, образ, вид», художник по лицу или — makeup artist (англ. makeup artist «художник по макияжу»))
— специалист в области макияжа, мастер по созданию образа с помощью косметических средств.

## Описание профессии
Согласно реестру профессиональных стандартов Минтруда РФ, профессия визажист маркируется, как «специалист по предоставлению визажных услуг» и трактуется как: «Предоставление услуг по оформлению бровей и ресниц, салонному и специфическому визажу в целях корректирующего, моделирующего и художественного эффекта лица клиента, в том числе с использованием различных рисунков и различных художественных техник».
В искусстве визажа существует несколько направлений: визажист — специалист по нанесению макияжа, работе с декоративными косметическими средствами, визажист-стилист — предполагает работу с лицом с целью поиска и создания определённого образа (в основном подразделяют на свадебный и вечерний образ, который сочетает в себе макияж, прическу и общий стиль; визажист-косметолог — специалист, определяющий и подбирающий подходящий тип косметики, устраняющий видимые (не хирургические) дефекты, осуществляющий изготовление индивидуальных косметических средств; также существует направление: визажист — консультант по красоте, который работает с определённой косметической маркой и даёт рекомендации по продукту с учётом требований клиента к уходу за кожей и макияжу. Такие визажисты-консультанты работают, как правило, в мультибрендовых или фирменных косметических магазинах.
Среди визажистов много т. н. фрилансеров (от англ. freelancer — внештатный сотрудник, независимый специалист), людей работающих на самих себя, имеющих гибкий рабочий график. У такого вида занятости есть свои плюсы и минусы, и каждый выбирает сам для себя, каким образом строить свою профессиональную карьеру. Также есть и те, кто работает на косметические бренды, являясь штатным сотрудником, имея рабочий график, соц.пакет, расписание отпусков и т.п, как и представитель любой другой профессии. Признанной карьерной высотой является позиция главного визажиста косметической марки — это, как правило, визажисты с именем, добившиеся признания в сфере, специалисты, которых бренды хотят видеть представителями компании, амбассадорами концепции и идеологии марки.

## Направления макияжа
Непосредственно макияж имеет свои направления — подиумный, креативный, боди-арт, коммерческий (салонный), телевизионный, сценический (театр и кино).
Награды, присуждаемые за эту профессию в индустрии красоты и развлечений, включают премию «Оскар» за лучший макияж и прическу, премию «Эмми», и «Золотой глобус», Online Makeup Awards, Global makeup awards, The IBI Awards и др.
В некоторых странах агентствам требуются профессиональные лицензии для того, чтобы они могли нанять визажиста. Более крупные производственные компании имеют собственных визажистов, хотя большинство из них, как правило, являются внештатными, их график работы остается гибким, в зависимости от того или иного проекта.

#### Подиумный
Работа визажиста требуется как для фотосессий в модных журналах, так и для подиума. Эти бьюти-образы можно сравнивать с произведениями искусства, для их создания используются аппликации, блёстки, перья, пластический грим и т. п. Отражают видение дизайнера, идею коллекции, а также воплощают последние тенденции в сфере макияжа. Подиумный макияж определяет тренды, на которые будет ориентироваться публика в следующем сезоне. Известные визажисты, креативные директора крупных косметических брендов придумывают образы к показам дизайнеров. Они определяют цветовую палитру, текстуры, акценты макияжа — то, что будет модно весь следующий сезон.

#### Салонный (коммерческий)
Самый распространенный вид макияжа. Тот, который делается в салоне клиентам, за который они платят деньги. Данный вид макияжа выполняется средствами профессиональной декоративной косметики с подчеркиванием достоинств внешности клиента, коррекцией недостатков.

#### Телевизионный
Также, визажисты широко востребованы на телевидении. Макияж для телевидения имеет свою специфику. Из-за высокой детализации современных объективов камер, выставленного света, становятся видны любые дефекты кожи — темные круги под глазами, морщины, пятна. Поэтому визажисты используют определённые косметические средства и техники, которые работают в условиях съемок, создавая здоровый и ровный цвет лица у ведущих.

#### Театральный (сценический)
Сценический грим используется для того, чтобы подчеркнуть лица актёров, сделать выражение эмоций на лице видимыми для зрителей даже с далекого расстояния.

#### Фантазийный макияж
Фантазийный макияж — это прежде всего, творческий процесс, который требует применения художественных навыков и фантазии. Предполагает создание оригинального образа в тематическом стиле с использованием специальных эффектов, техник, грима и т. п. Фэнтези-макияж особенно развит в сфере косплей. Использование силиконовых накладок, протезов и гипсового литья, искусственных веществ, таких как, театральная кровь и слизь, также требуется для проектов, в которых участвуют сказочные существа, как, например, феи, русалки и т. п.

#### Аэрография
Предполагает использование аэрографа, который представляет собой небольшое пневматическое устройство, с помощью которого, под давлением распыляются декоративные красящие вещества. Впервые такой метод был применён в фильме Бен-Гур 1925 года. В наши дни он так же стал популярен с появлением HDTV и цифровой фотографии, проведением конкурсов творческих работ, развитием индустрии красоты и моды.

#### Свадебный макияж
Свадебный макияж — это актуальное направление в работе визажиста, которое имеет свои правила, тенденции и стилевые решения. Выбор визажиста в настоящее время является важной частью планирования свадеб.

## История профессии
В конце 1800-х годов стала популярной портретная фотография. Люди копили деньги, чтобы сделать единственную фотографию, и накладывали макияж, прежде чем эта фотография их точно бы устроила. Зеркала также стали более доступными в это время, и все больше людей владели ими в своих домах. Эти два фактора сыграли важную роль в развитии макияжа, но самую большую роль в массовом использовании косметики сыграли кинофильмы.
Когда актёрская игра перешла с театральной сцены на экран, актёры по привычке накладывали себе тяжелый макияж, который был разработан, чтобы сделать их видимыми с самого последнего ряда — все это было сильно заметно на камере. В 1914 году Макс Фактор, который поставлял парики голливудским студиям, разработал тональную основу, которая не скатывалась и не трескалась. Новый грим стал популярен среди кинозвезд как на экране, так и за его пределами, и стал первым крупным успехом Max Factor в косметической индустрии. Фактор разработал блеск для губ и карандаш для бровей, а также популяризировал слово «макияж». В 1920-х он начал рекламировать свой макияж публике, утверждая, что они могут выглядеть как их любимые кинозвезды. Несколькими годами ранее, в 1915 г., Т. Л. Уильямс основал компанию Maybelline. Сестра Уильямса, Мейбл, нашла изобретательный способ придать ресницам эффектный вид — она смешала вазелин и угольную пыль. Уильямс переработал формулу в виде бруска, чем добился большого успеха в продаже её широкой публике. В 1950-х годах химик Хейзел Бишоп разработала формулу стойкой помады, и успех её продукта привел к маркетинговой войне с другой популярной тогда маркой — Revlon. В 1950-х годах Чарльз Ревсон, соучредитель Revlon возглавил несколько рекламных кампаний по подбору лаков для ногтей и помад. Он связал личность своего потенциального покупателя с продуктом, в первую очередь в рекламе «Пламя и лед» — «если вы относились к тому типу женщин, которые хотели, например, обесцветить волосы до платины без согласия мужа, то вы были идеальный кандидат на этот новый цвет помады и лака для ногтей».
Параллельно с этим, Эсте Лаудер демонстрировала чудеса маркетинга, раздавая бесплатные образцы крема для кожи, который она разработала вместе со своим дядей. Начался расцвет косметической индустрии. Косметические средства становились всё более удобны в использовании, их ассортимент значительно расширился.
Красота и мода, а также меняющиеся тенденции в том, что считается красивым или модным, оказали большое влияние на развитие профессии визажист. Само понятие «визажист» в то время едва ли существовало. Вплоть до начала двадцатого века театральные актёры должны были сами делать грим, так же как они должны были шить свои собственные сценические костюмы. Профессиональный визажист, как и театральный или кинематографический художник по костюмам, — это современное явление.
На протяжении первой половины XX века, роль визажиста оставалась в значительной степени анонимной, поскольку зрители сосредотачивались на лице модели или актёра, а не на техниках макияжа, которые его усиливали. Но визажисты имеют непосредственное отношение к тому, как выглядит актёр или модель в любом конкретном спектакле или постановке, фотосессии. Созданные образы вызывают определённую тему, и очень важно, чтобы макияж был правильным, иначе художественная тема будет затемнена или неточна, особенно когда задача визажиста-вызвать определённую историческую эпоху или обстановку. В то время как образ, создаваемый макияжем, всегда будет иметь первостепенное значение, к началу XXI века навыки визажа получили большее культурное признание, и роль профессионального визажиста стала более заметной.